# Leon Lontie
Leo Petrus Joseph (Leon) Lontie (Lubbeek, 12 juni 1902 - Tienen, 4 mei 1966) was een Belgisch arts en politicus voor de Liberale Partij en diens opvolger de PVV-PLP.

## Levensloop
In 1961 volgde Lontie partijgenoot Edgar Rowie op als burgemeester van Tienen, een functie die hij uitoefende tot 1964 toen hij werd opgevolgd door Rik Boel (SP).
Beroepshalve was hij geneesheer.